# Диллон, Фэнни Чарльз
Фэнни Чарльз Диллон (англ. Fannie Charles Dillon; 16 марта 1881 — 21 февраля 1947) — американская пианистка, учитель музыки и композитор.

## Биография
Фэнни Чарльз Диллон родилась в Денвере, Колорадо. Она переехала со своей семьей в Лонг-Бич в 1890 году и училась музыке с Генри Урбаном, Хъюго Кауном и Робином Голдмарком и фортепиано с Леопольдом Годовским в Берлине.
После окончания обучения, Диллон работала пианисткой, учителем, исполнителем и композитором в Лос-Анджелесе. Она преподавала в Колледже Помона с 1910 по 1913 год и в старшей школе Лос-Анджелеса с 1918 по 1941 год. Она основала Театр Woodland в Калифорнии близ озера Big Bear в Фаунскине в 1924 году и служила в качестве генерального менеджера с 1926 по 1929 год. Она вышла замуж за актёра театра Cypriot Джеймса Кристо. Диллон умер в Алтадине в Калифорнии. Её бумаги хранятся в библиотеке УКЛА.
Как композитор Диллон была известна переводом птичьего пения в музыкальную нотацию. Пока она преподавала в Старшей Школе Лос-Анджелеса в конце 1920-х, будущий композитор Джон Кейдж был среди её студентов.

## Работы
Диллон писала для пианино, голоса, оркестра и камерного ансамбля, так же как и для выездных драм. Избранные работы включают:
- Nevertheless—Old Glory, драма;
- The desert calls, драма;
- Tahquitz, драма;
- Celebration of Victory, для оркестра;
- The Cloud, для оркестра;
- A Letter from the Southland: Mission Garden;
- The Alps;
- Chinese Symphonic Suite[4].